# Södra halvklotet

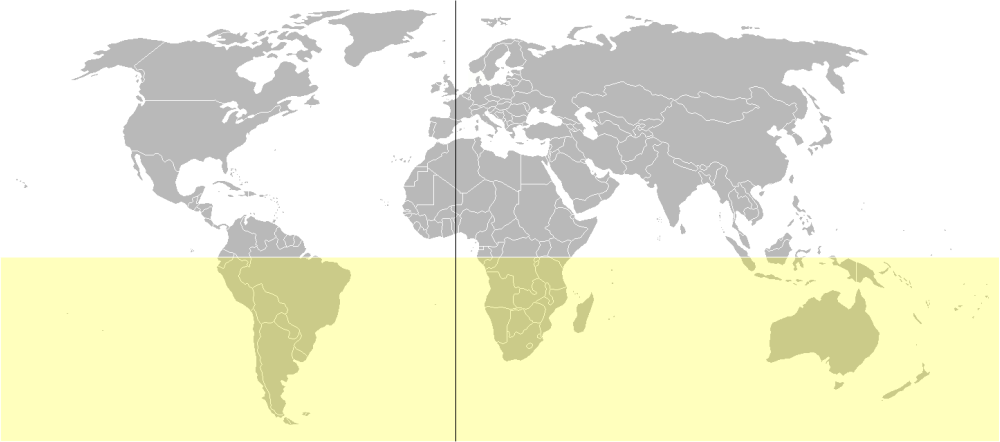
På bilden är jordens södra hemisfär skuggad gul.

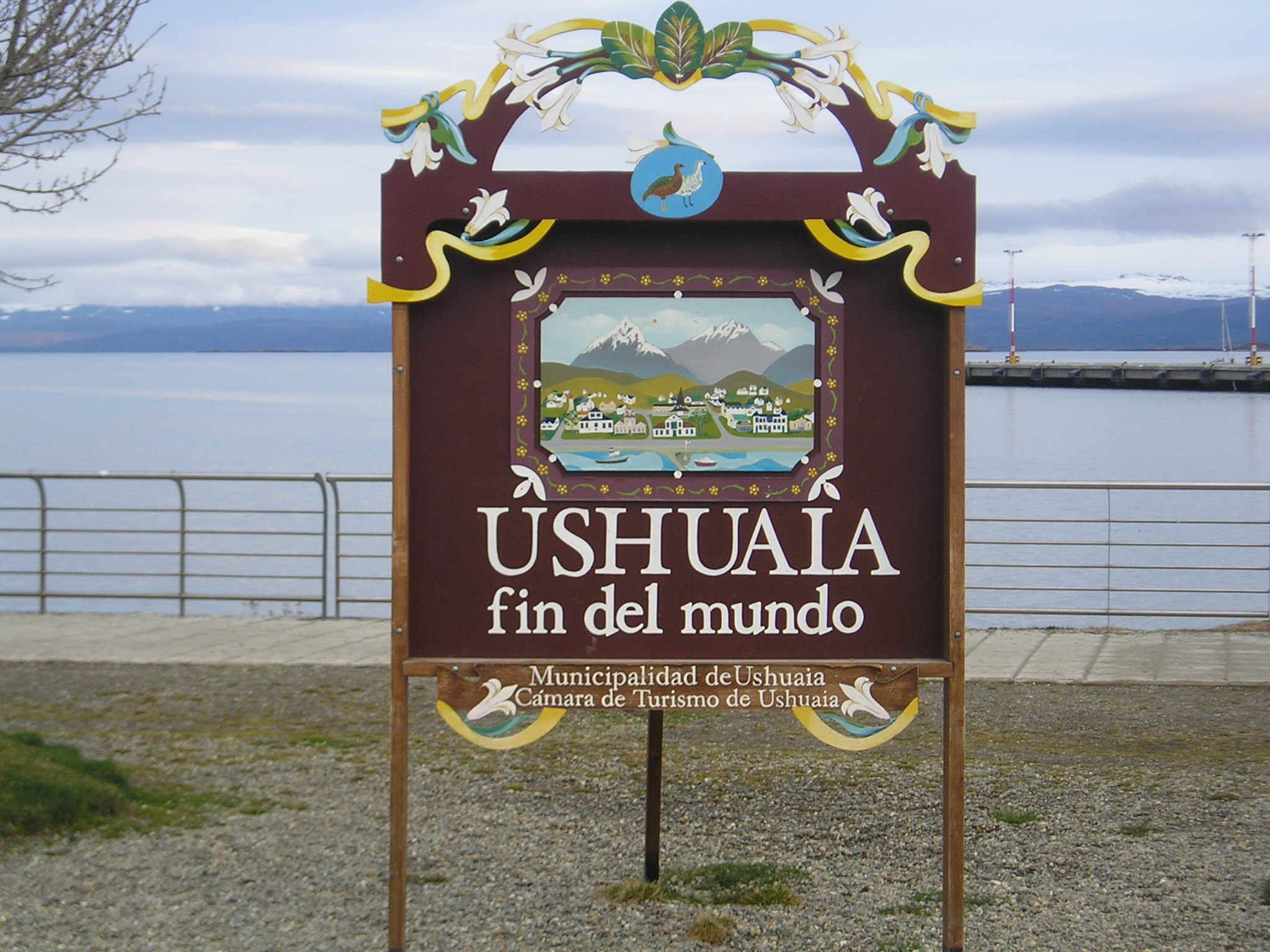
Affisch med legenden "Ushuaia, världens slut". Ushuaia i Argentina är den sydligaste staden i världen.

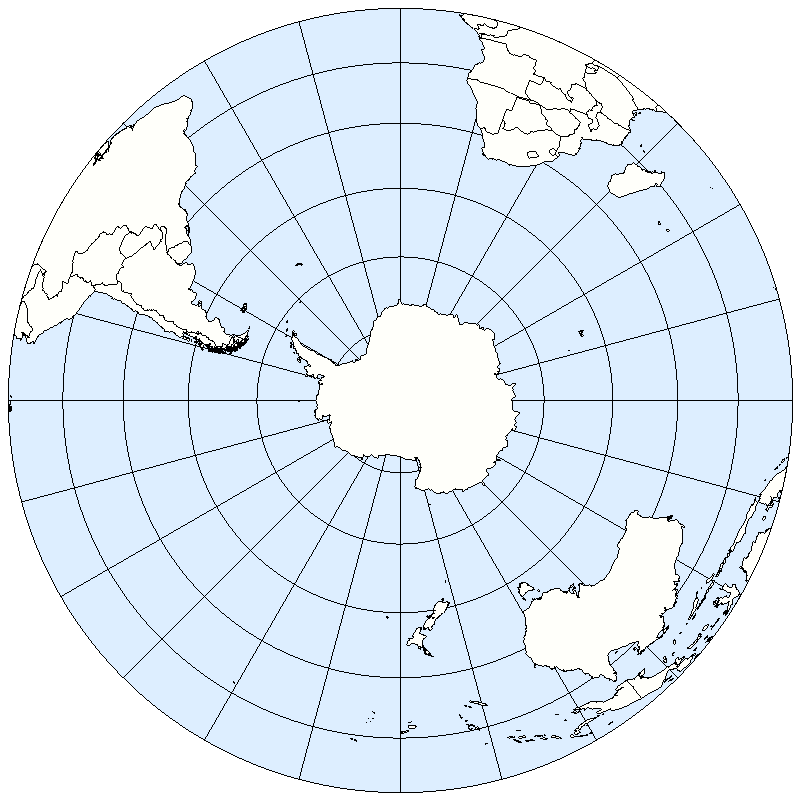
Södra halvklotet.

Södra halvklotet eller södra hemisfären kallas den del av en planet som ligger söder om dess ekvator. Oftast syftar termen på jorden, vars södra halvklot består av större delen av Sydamerika, en tredjedel av Afrika, hela Antarktis, en liten del av Asien samt hela Australien.
På jorden domineras södra halvklotet av vatten. Omkring 10 procent av jordens befolkning bor på södra halvklotet. Sommaren här är i slutet av året till början av året och vinter med kallaste temperaturerna i mitten av året. Portugisiska är det mest talade språket på södra halvklotet.